# Дом М. М. Нестерова
Дом М. М. Нестерова — памятник архитектуры в историческом центре Нижнего Новгорода. Построен в 1843—1899 годах по проектам архитекторов А. А. Пахомова и П. А. Домбровского в стилях русского классицизма и академической эклектики.

## История
В начале XIX века на данном участке стоял деревянный на каменном сводчатом полуэтаже дом полковника Соломона Михайловича Мартынова, сын которого в 1841 году убил на дуэли М. Ю. Лермонтова. В 1819 году старый деревянный дом сгорел. Участок земли приобрёл известный нижегородский купец И. С. Пятов, владевший на Рождественской лице земельными участками и домами. Спустя некоторое время Пятов решил продать участок нижегородскому купцу А. С. Лошкарёву. Новый хозяин участка был представителем известной нижегородской купеческой династии: его отец, купец второй гильдии Семён Лошкарёв, в конце XVIII века занимал должность городского головы. 14 января 1843 года Лошкарёв продал землевладение купцу первой гильдии М. М. Нестерову.
Нестеров решил построить на земле трёхэтажный каменный дом и обратился к архитектору А. А. Пахомову с предложением разработать проект. Тот спроектировал план-фасады дома в 15 окон и предоставил их в Главное управление путей сообщения. П. А. Клейнмихель, рассмотрев проект 4 мая 1843 года, подверг его резкой критике и забраковал. Пахомов возмутился и направил проект в Санкт-Петербургский департамент проектов и смет. Столичный академик архитектуры Н. Е. Ефимов (брат известного нижегородского архитектора), нашёл проект «как в частности, так и в общем виде вполне удовлетворительным». Клейнмихелю пришлось смириться и подписать проект 16 августа 1843 года. Вскоре началось строительство, закончившееся в следующем году.
Дом был построен как доходный и со временем стал чрезвычайно популярным местом у нижегородцев и визитёров города. Краевед Николай Храмцовский писал о нём: «В доме купца Нестерова на Рождественской улице, который был построен рядом с домом Бугрова, находились квартиры для приезжающих и ренсковый (винный) погреб самого домохозяина. Этот погреб давно уже приобрел в Нижнем Новгороде известность отменным качеством вин и умеренностью и доступностью цен».
В конце XIX века дом перешёл во владение нижегородской купчихи Шугуровой. Её сын Николай Григорьевич в 1898 году решил перестроить здание, значительно изменив фасад. Предполагалось разместить в здании Нижегородское отделение Русского для внешней торговли банка. Разработать проект Н. Г. Шугуров предложил архитектору П. А. Домбровскому, который решил сохранить стены и оконные проёмы, но изменить рисунок наличников и фигурной аттиковой стенки. Дом получил новый облик в результате перестройки 1899 года.
В современный период над зданием возведена надстройка, исказившая оригинальное архитектурно-художественное решение.